# Iuliu Păcurariu
Iuliu Păcurariu (n. 27 decembrie 1945) este un politician român, deputat, între 1996 și 2000 și senator în legislatura 2000 - 2004 ales în județul Cluj pe listele partidului PD. În cadrul activității sale parlamentare, în legislatura 1996-2000, Iuliu Păcuraru a fost membru în grupurile parlamentare de prietenie cu Republica Arabă Egipt și Republica Austria iar în legislatura 2000-2004 a fost membru în grupurile parlamentare de prietenie cu Republica Finlanda și Arabia Saudită.
Iuliu Păcurariu a fost consilier personal al ministrului Administrației, Vasile Blaga, în perioada 2005 - 2007, fiind păstrat în funcție și după ieșirea PD de la guvernare.
În februarie 2009 a fost numit în funcția de  consilier personal în cadrul cabinetului primului ministru Emil Boc, până la acel moment fiind consilier județean.
În noiembrie 2008, a pierdut mandatul de deputat în colegiul electoral numărul 5 în favoarea lui Horea Uioreanu.
În aprilie 2009 a fost eliberat din funcția de consilier personal și avansat la rangul de consilier de stat.